# Monoculair zien
Binnen de wetenschap van het zien richt monoculair zien zich op de vraag hoe we de wereld waarnemen met één oog. Er worden verschillende deelgebieden onderscheiden: kleurenzien, richtingzien, bewegingzien en dieptezien. 
Monoculair zien omvat het zien van licht- en kleurverschillen en het herkennen van de vorm, plaats en beweging van objecten. Het centrale deel van het gezichtsveld (fovea, macula) zorgt daarbij dat fijne, statische details kunnen worden gezien. Het perifere deel van het oog zorgt dat bewegende objecten kunnen worden herkend en de waarnemer in de ruimte kan navigeren zonder te botsen. 
Als dieren twee ogen hebben maar deze niet op op enigerlei wijze samenwerken, dan is er sprake van (dubbel) monoculair zien en niet van binoculair zien. 

## Kleurenzien
In het menselijk oog komen vier soorten lichtgevoelige cellen voor: naast staafjes die alleen grijstinten zien, zijn er drie verschillende soorten kegeltjes: rood, groen en blauw. De kegeltjes, zo genoemd omdat ze de vorm van een kegeltje hebben, liggen rond de fovea in een gebiedje dat naar zijn kleur de gele vlek (macula) wordt genoemd. De staafjes liggen vooral in de rest van het oog.
De zenuwcellen die het oog verlaten en naar de hersenen lopen zijn verbonden met meerdere kegeltjes en staafjes. Deze zenuwen reageren daardoor niet op een specifieke kleur of helderheid, maar op een contrast van twee kleuren of helderheden. Zo zijn er zenuwen die vooral reageren op rood-groen contrasten, geel-blauw contrasten of licht-donker contrasten.  

### Perceptie
De kleuren en helderheden die we via onze hersenen waarnemen zijn anders dan de kleuren en helderheden van het beeld dat op het netvlies valt. De waargenomen kleuren en helderheden zijn een interpretatie van onze hersenen.  Hierin speelt de kleur van de lichtbron een rol, maar ook de kleuren van naburige objecten en de kleuren die we ons in de omgeving herinneren.  Dit verklaart waarom het zo moeilijk is om de juiste verf voor in je woning te kiezen, op een plaats waar de verlichting heel anders is.

#### Contrast
Kleurcontrast is een term uit de beeldende kunst die aangeeft dat kleuren elkaar kunnen versterken of verzwakken door de invloed die zij bij waarneming op elkaar lijken te hebben.
In de wetenschap van het zien geeft de term ook aan dat de hersenen zich bij het waarnemen richten op het herkennen van randen en het kleurverschil aan de beide zijden van de rand. 

#### Contrastversterking

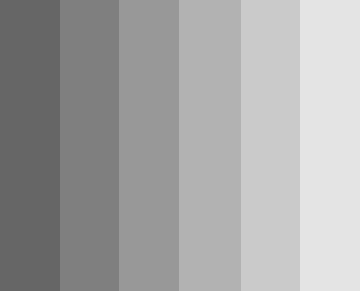
Grijsstappen met Mach banden.

Kleursprongen worden geregistreerd door zenuwcellen die naar twee kleuren of helderheden kijken. Hierbij vindt een verscherping van de waargenomen rand plaats waarbij aan de lichte zijde een lichtere lijn en de donkerder zijde een donkerder lijn wordt waargenomen. Dit worden Machbanden genoemd. Het lijkt hierdoor alsof de grijsstap in de figuur een grijsovergang met een zaagtandvorm is. In de radiologie worden Machbanden valse schaduwen genoemd omdat ze de indruk kunnen wekken dat er fracturen zijn die er in werkelijkheid niet zijn.

#### Kleurconstantie

A = B

De waargenomen kleuren van de dingen om ons heen veranderen niet als de lichtbron verandert of er een schaduw over objecten valt en de staafjes en kegeltjes hele andere kleurwaarden registreren. Zo ziet een groene appel er op de middag groen uit wanneer de voornaamste vorm van verlichting wit zonlicht is, maar ook tijdens zonsondergang, wanneer de voornaamste lichtbron rood zonlicht is. Dit mechanisme leidt tot de illusie dat twee gelijke vierkanten (A en B) verschillende kleuren grijs lijken te hebben als een van de vierkanten (B) schijnbaar in de schaduw ligt (ruitjes schaduw illusie ).

Simultaan contrast illusie.

Dit mechanisme leidt ook tot de simultaan contrast illusie. Hierbij is er een achtergrond met een kleurverloop van donkergrijs links naar lichtgrijs rechts, met daarvoor een egaal grijze horizontale balk. Deze balk lijkt ook te veranderen in grijstint, maar is in werkelijkheid egaal grijs. Dit laatste is te zien als de  achtergrond wordt afgedekt.

#### Kleurverwarring
Kleuren zijn vaak aanleiding voor meningsverschillen. Een voorbeeld uit 2015 illustreert dit. Er werd toen een foto van een  jurk op Facebook gezet. Kijkers waren het er niet over eens of de jurk blauw en zwart, of wit en goud was. 
Bij schemer of duisternis hebben onze hersenen de neiging om blauwe lichten minder goed te verwerken (deze zijn ook minder zichtbaar dan lichte kleuren) en iemand die in duisternis gezeten heeft ziet de kleur als wit met goud. Wie op een zonnige dag naar de afbeelding kijkt, zal de kleuren blauw en zwart zien omdat in dit geval de lichte kleuren gedempt worden. Ook heeft de achtergrondkleur van het beeldscherm ermee te maken. Omdat de foto op zeer veel websites verscheen, de ene met een lichte en de ander met een donkere achtergrond, werden de kleuren op de foto op verschillende manieren geïnterpreteerd.

### Bij dieren
De meeste zoogdieren hebben maar twee soorten kegeltjes: één in het blauwe gebied en één in het geelgroene gebied. Dit wordt dichromaat genoemd. Vogels hebben voor zover bekend minstens vier soorten kegeltjes  met met vooral meer zicht in het ultraviolette deel van het spectrum. Ook veel insecten kunnen ultraviolet zien, maar rood minder goed. Sommige vissen zijn juist weer gevoeliger voor infrarood.

## Richtingzien

Blikrichting en visuele richting volgens Hering.

Elk oog heeft een klein gebiedje,  de fovea (f), waarmee het scherpst, en in kleur, gezien kan worden. Bij het zien wordt dit gebiedje automatisch gericht op het punt dat de aandacht heeft, het fixatiepunt. De richting waarin het oog dan kijkt, wordt hoofdrichting of blikrichting genoemd. Volgens de wet van Hering wordt deze richting als recht vooruit waargenomen (egocentrische richting).
Als een (ander) punt van het netvlies door licht wordt geprikkeld dan geeft dit niet alleen een lichtsensatie, maar ook een richtingsensatie. Deze richting wordt door Hering visuele richting genoemd en wordt uitgedrukt in de hoek met de blikrichting.     

## Bewegingzien
Als een waarnemer beweegt dan stroomt lichtinformatie over zijn netvlies.  James Gibson heeft in de jaren 40 van de vorige eeuw aangetoond dat de richting en snelheid van de stroom op een eenvoudige en directe manier informatie geven over de richting waarin de waarnemer beweegt en het moment van botsing met objecten en dat deze informatie wordt gebruikt bij het waarnemen van vorm, afstand en beweging en de beheersing van de voortbeweging. Dit geldt in het bijzonder als de waarnemer snel beweegt, zoals bij piloten en vogels. Zo is het punt waarnaartoe de waarnemer beweegt direct in het stroomveld te zien als het enige punt dat lijkt stil te staan. Deze zienswijze wordt door Gibson ecologische psychologie genoemd.

### Optische stroom

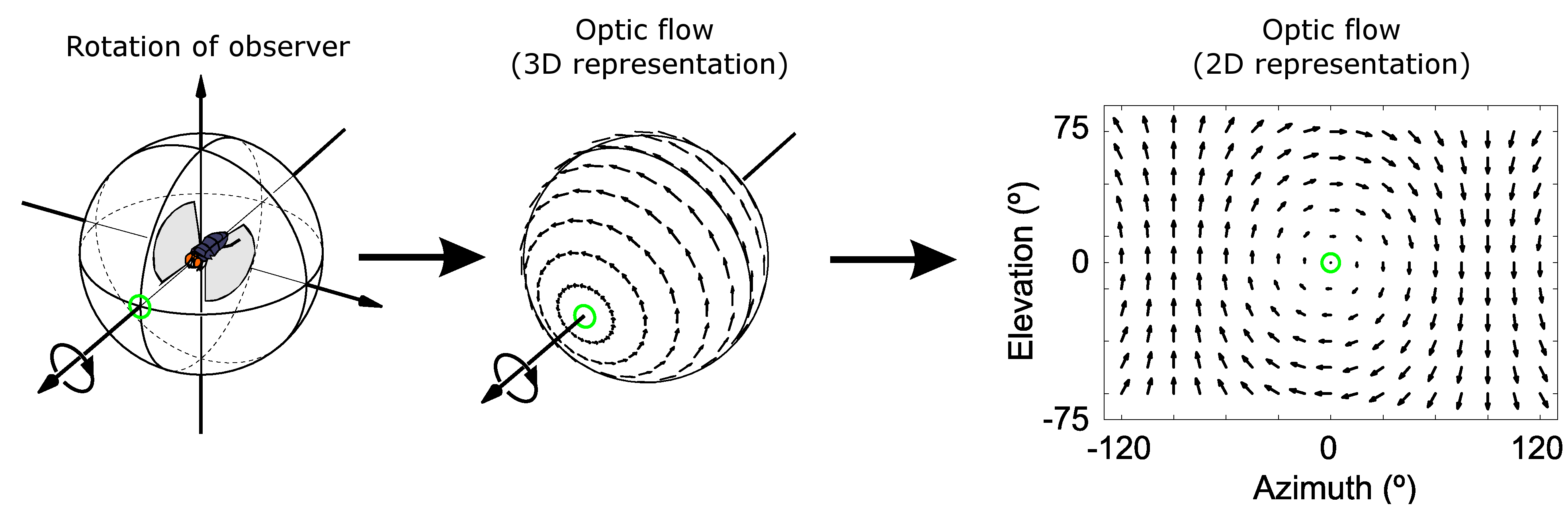
De optische stroom die een roterende waarnemer (in dit geval een vlieg) ervaart. De richting en omvang van de optische stroom op elke locatie worden weergegeven door de richting en lengte van elke pijl.

Optische stroom of optisch stroomveld is het patroon van schijnbare beweging van objecten, oppervlakken en randen in een visuele scène, veroorzaakt door de relatieve beweging tussen een waarnemer en een scène. Optische stroom kan ook worden gedefinieerd als de verdeling van schijnbare snelheden van beweging van helderheidspatronen in een afbeelding. Voorbeelden zijn optische expansie, bewegingsparallax, monoculaire stereopsis en het kinetische diepte-effect.
De term optische stroom wordt ook gebruikt door robotici en omvat gerelateerde technieken uit beeldverwerking en navigatiecontrole, waaronder  stereodispariteitsmeting.

#### Optische expansie
Wanneer een object naar de waarnemer toe beweegt, breidt de retinale projectie van een object zich gedurende een bepaalde tijd uit, wat leidt tot de perceptie van beweging in een rechte lijn naar de waarnemer toe. Dit heet 'diepte door optische expansie'. De dynamische stimulusverandering stelt de waarnemer in staat om het object niet alleen als bewegend te zien, maar ook de afstand tot het bewegende object waar te nemen. In deze context dient de veranderende grootte dus als een aanwijzing voor afstand. Een verwant fenomeen is het vermogen van het visuele systeem om de contacttijd (TTC) van een naderend object te berekenen op basis van de snelheid van de optische expansie. Dit is nuttig in situaties die variëren van autorijden tot het spelen van een balspel. De berekening van TTC is echter, strikt genomen, een sensatie van snelheid in plaats van diepte.

### Stroboscopische beweging
|                                     |  |                                    |
| Animatie met 10 frames per seconde. |  | Animatie met 2 frames per seconde. |

Als twee gelijkvormige lichtjes op verschillende plaatsen in de ruimte kort na elkaar aan en uit gaan, dan lijkt het alsof een lichtje aanwezig was en dat dit lichtje van de ene naar de andere plaats beweegt. Dit heet stroboscopische beweging. Dit werkt zelfs als de lichtjes relatief ver uit elkaar liggen. Het werkt ook ook als de lichtjes zijn verborgen in een patroon van willekeurig witte en zwarte stippen tegen een dito achtergrond, dus als de lichtjes zijn verborgen door camouflage. Dit toont aan dat beweging kan helpen om camouflage te doorbreken. De illusie van stroboscopische beweging ligt ten grondslag aan het principe van animatie in de film en illustreert dat en hoe het visuele systeem beweging detecteert.

## Dieptezien
Optische flow wordt meestal niet als beweging over het netvlies gezien, maar als een beweging in diepte. Monoculair dieptezien is een levendige sensatie van 3D welke optreedt bij het ervaren van optische stroom, als de waarnemer beweegt  ten opzichte van zijn omgeving of v.v. Voorbeelden zijn bewegingsparallax, monoculaire stereopsis en het kinetische diepte-effect.

### Bewegingsparallax

Bewegingsparallax

Het plaatje toont de werking van bewegingsparallax als de waarnemer zich van rechts naar links beweegt. Sneller bewegende vormen lijken dichterbij te zijn dan vormen die lanzamer bewegen. 

### Stereopsis
Bewegingsparallax en optische stroom zorgen er voor dat de objecten die worden gezien los van elkaar lijken te staan. Dit wordt monoculaire stereopsis genoemd. 
Het woord stereopsis komt van Griekse stereós, dat 'vast' betekent, en ópsis, dat 'uiterlijk, zicht' betekent. Samen duidt dit op het zien van de buitenkant van driedimensionale, "vaste" objecten. 

In de volgende afbeelding worden afwisselend, op dezelfde plek, 2 plaatjes getoond van een stereofoto. De binoculaire dispariteit in de stereofoto wordt nu gezien als beweging, waarbij objecten dichterbij meer bewegen dan opbjecten verder weg. Dit geeft een sensatie van stereopsis. Deze sensatie lijkt op, en is misschien wel hetzelfde als de sensatie van stereopsis die wordt gezien als de oorspronkelijke stereofoto met een stereoscoop wordt bekeken (binoculaire stereopsis).

Monoculaire stereopsis.

### Kinetische diepte-effect
Als een stilstaande, starre figuur (bijvoorbeeld een draadkubus) voor een puntlichtbron wordt geplaatst, zodat de schaduw op een doorschijnend scherm valt, ziet een waarnemer aan de andere kant van het scherm een tweedimensionaal lijnenpatroon. Maar als de kubus draait, haalt het visuele systeem de benodigde informatie voor de waarneming van de derde dimensie uit de bewegingen van de lijnen, en wordt er een kubus gezien. Dit is een voorbeeld van het 'kinetische diepte-effect'. Het effect treedt ook op als het roterende object massief is (in plaats van een omtrekfiguur), op voorwaarde dat de geprojecteerde schaduw bestaat uit lijnen met duidelijke hoeken of eindpunten, en dat deze lijnen zowel in lengte als in oriëntatie veranderen tijdens de rotatie.

### Diepteperceptie

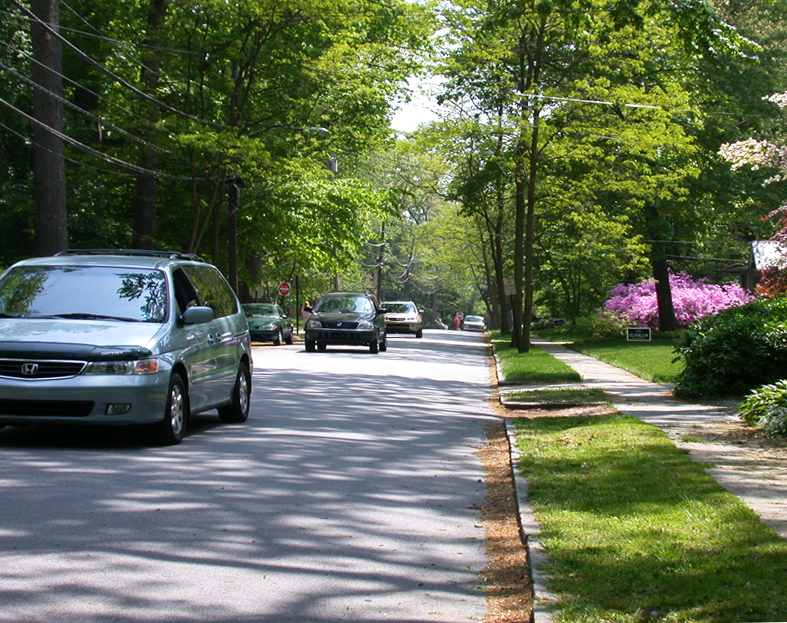
Perspectief, relatieve grootte, en andere cues dragen bij aan de driedimensionale perceptie.

De hersenen leiden ook diepteinformatie af uit zogenaamde hints (cues) die zich in statische tweedimensionale foto's of schilderijen bevinden. De waargenomen diepte is niet zo sterk als bij de dieptesensatie die die is gebaseerd op bewegingsinformatie, maar niettemin heel informatief. In de foto is te zien dat objecten verder weg lijken omdat ze kleiner lijken, omdat de perspectieflijnen in de verte bij elkaar komen, omdat ze deels onzichtbaar zijn omdat voorwerpen dichterbij het beeld belemmeren enz.. Hieronder staat een lijst van de belangrijkste cues die diepte suggereren.
| Cue                   | Wat het doet                                                   | Voorbeeld                                   |
| --------------------- | -------------------------------------------------------------- | ------------------------------------------- |
| Lineaire convergentie | Lijnen die naar een punt op de horizon lopen suggeren afstand. | Spoorrails die samenkomen in de verte       |
| Overlapping           | Objecten die andere overlappen lijken dichterbij               | Een boom die een huis gedeeltelijk overlapt |
| Schaalverandering     | Kleinere objecten lijken verder weg.                           | Mensen op afstand lijken kleiner            |
| Hoogte in beeldvlak   | Objecten hoger in beeld lijken verder weg                      | Bergen op een schilderij of foto            |
| Verkleining textuur   | Texturen worden fijner en minder gedetailleerd met afstand     | Gras dichterbij is scherp, verder weg wazig |
| Kleurvervaging        | Verre objecten hebben minder verzadigde kleuren                | Blauwe gloed over bergen in de verte        |
| Contrastvermindering  | Minder contrast = grotere afstand                              | Mistige gebouwen lijken verder weg          |
| Lichtverspreiding     | Verre objecten reflecteren minder licht                        | Zonlicht dat vervaagt in de verte           |